# 잭슨 갤럭시
잭슨 갤럭시(Jackson Galaxy, 1966년 4월 28일 ~, 본명:리처드 커슈너)는 미국의 고양이 행동교정 전문가이자 유튜버로, 《지옥에서 온 고양이》의 진행자이다.

## 어린 시절
잭슨 갤럭시는 1966년 4월 28일, 뉴욕의 맨해튼에서 유대인 난민 출신의 아버지와 19세의 어머니 사이에서 리처드 커슈너(Richard Kirschner)라는 이름으로 출생하였으며, 뉴욕 맨해튼의 어퍼웨스트사이드에서 성장하였다. 10살 때부터 갤럭시는 전문적인 락 음악가가 되기를 열망하기 위해 기타를 연주하기 시작하였다. 그리고 1991년에는 아이오와 대학교 연극학과를 졸업하였다.

## 방송 출연
- 애니멀 플래닛 : 캣츠 101(영어판), 지옥에서 온 고양이 (My Cat From Hell)

## 같이 보기
- 나응식
- 김명철
- 시저 밀란